# Federazione Europea delle Società di Microbiologia
La Federazione delle Società Europee di Microbiologia (in inglese: Federation of European Microbiological Societies (FEMS)) è un'organizzazione scientifica internazionale, a cui aderiscono decine di società di microbiologia nazionali; ha 54 membri, fra regolari e provvisori, provenienti da 38 paesi europei. I membri possono richiedere di farvi parte e possono richiedere il patrocinio e/o il supporto della Federazione in occasione di un congresso. La Federazione facilita lo scambio di conoscenza scientifica fra tutti i microbiologi in Europa e in tutto il mondo attraverso la pubblicazione di cinque riviste di microbiologia e attraverso l'organizzazione di un congresso biennale di microbiologia. Promuove anche iniziative come l'Accademia europea di microbiologia (in inglese: European Academy of Microbiology (EAM).

## Storia
Nel 1968 nacque il Gruppo di Microbiologia dell'Europa nord-occidentale (North-West European Microbiology Group) e in precedenza già esisteva la Federazione delle Società Europee di Biochimica (Federation of European Biochemical Societies). La Società di Microbiologia Generale (Society for General Microbiology) finanziò nel 1973 un incontro di rappresentanti di diverse società nazionali di microbiologia che volevano dare via a una federazione europea, secondo il modello della federazione della società di biochimica. Nell'autunno del 1974 vi fu il primo Congresso della Società, con l'elezione di un Comitato esecutivo.

## Pubblicazioni
Dal 1977 pubblica in inglese la rivista FEMS Microbiology Letters, che è stata seguita da altre cinque riviste:
- FEMS Microbiology Letters
- FEMS Microbiology Reviews
- Pathogens and Disease, rivista preceduta da FEMS Immunology and Medical Microbiology
- FEMS Microbiology Ecology
- FEMS Yeast Research

Oxford University Press è l'editore delle riviste.